# Piper bennettianum
Piper bennettianum är en pepparväxtart som beskrevs av C. Dc.. Piper bennettianum ingår i släktet Piper och familjen pepparväxter. Inga underarter finns listade i Catalogue of Life.